# Eucalyptus globoidea

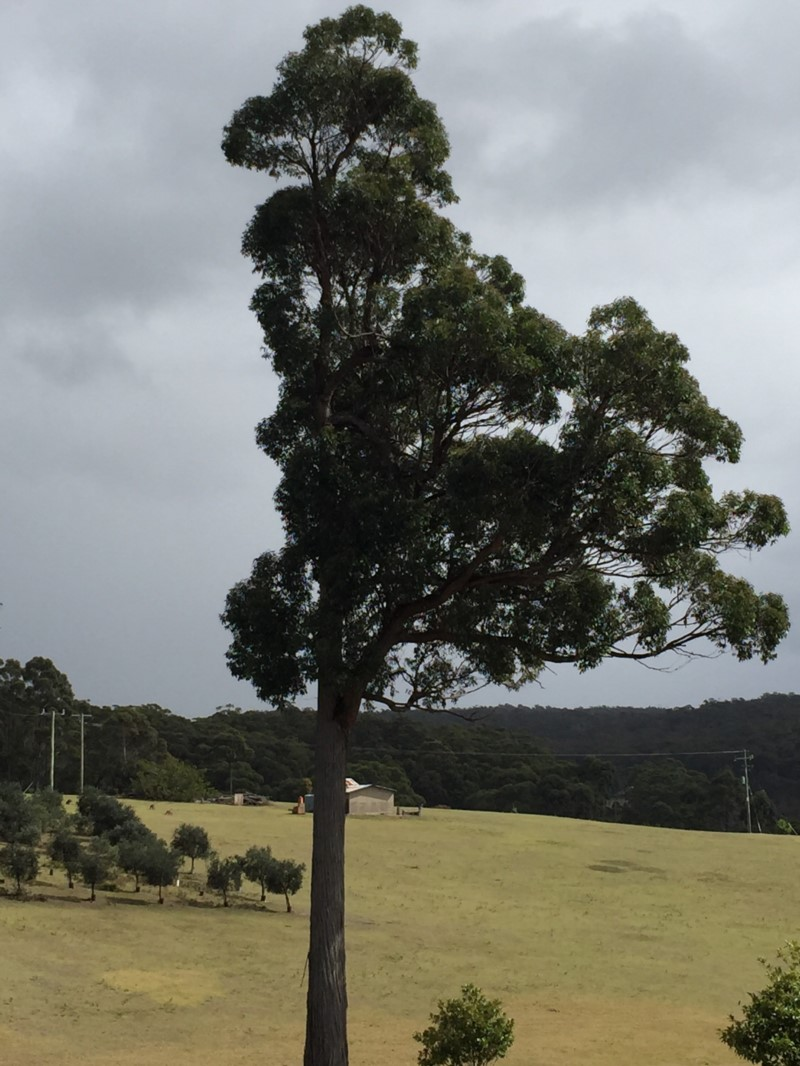
Eukalyptus globoidea in der Nähe von Bermagui

Eucalyptus globoidea ist eine Pflanzenart innerhalb der Familie der Myrtengewächse (Myrtaceae). Sie ist endemisch in den küstennahen Gebieten im Südosten Australiens und wird dort „White Stringybark“ genannt wird.

## Beschreibung
Eucalyptus globoidea ist ein immergrüner Baum, der eine Höhe von 30–40 Metern erreicht. Der Stammdurchmesser erreicht über 1 Meter. Die raue Rinde ist grau bis rötlich-braun und faserig sowie teils furchig bis fransig. Die jungen, unterseits helleren Blätter sind eiförmig, wellig sowie 40–100 mm lang und 20–45 mm breit. Die ausgewachsenen, wechselständigen, spitzen Blätter sind beidseits etwa gleichfarbig, eiförmig bis eilanzettlich, oft sichelförmig gebogen sowie 70–135 mm lang und 12–40 mm breit.
Die Blüten sind in Dolden von meist bis zu 15 achselständig angeordnet. Die Blütenhaube ist kegelförmig und ungefähr so lang und breit wie der Blütenbecher. Die vielen Staubblätter sind weiß. Die Blütezeit erstreckt sich von Juli bis Februar, meist jedoch von September bis Januar. 
Die kleine Frucht ist eine holzige, kugel- bis halbkugelförmige Kapselfrucht, 4–7 mm lang und 6–9 mm breit. Die Klappen sind eingesenkt oder am Rand.

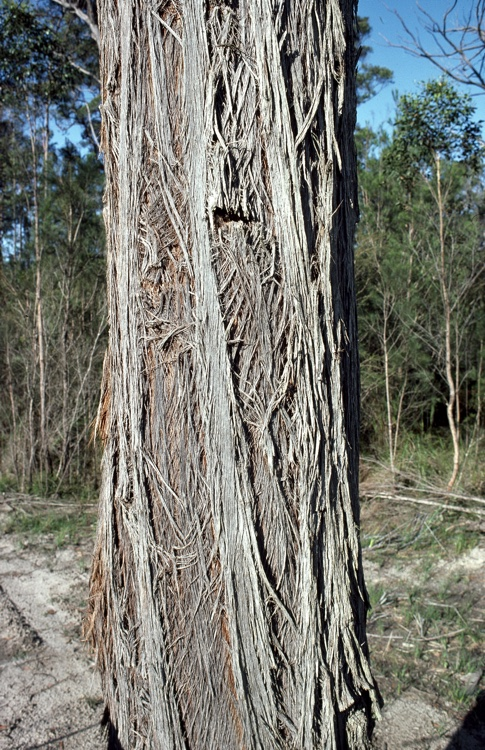
Faserige Borke
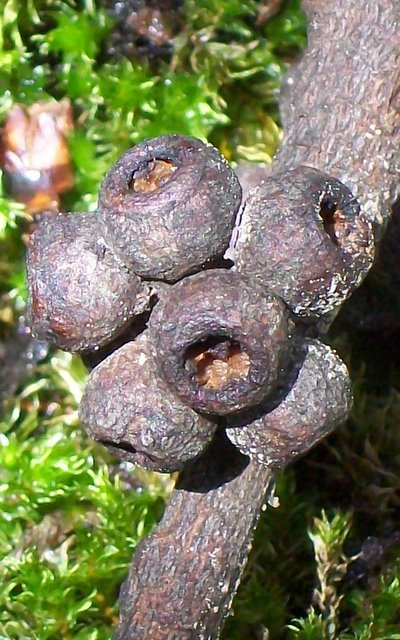
Früchte

## Systematik
Eucalyptus globoidea wurde 1927 von William Blakely in Journal and Proceedings of the Royal Society of New South Wales erstbeschrieben. Das Artepitheton (globoidea) stammt von dem lateinischen Wort globoideus, was „globoid“ bedeutet und sich auf die Form der Frucht bezieht.
Synonyme für Eucalyptus globoidea Blakely sind: Eucalyptus oblonga DC., Eucalyptus deformis Blakely, Eucalyptus yangoura Blakely, Eucalyptus oblonga var. rugulosa Blakely und Eucalyptus globoidea var. subsphaerica Blakely.

## Verbreitung und Habitat
Eucalyptus globoidea wächst in Wäldern und auf Waldboden an Hügeln und Hängen entlang der Küste und in benachbarten Hochebenen, in New South Wales bis in die Nähe von Melbourne in Victoria.
Globoidnan A ist ein Lignane-Verbindung, die in Eucalyptus globoidea vorkommt. Es hemmt nachweislich die Wirkung der HIV-Integrase, eines Enzyms, das für die Integration des HI-viralen RNA in die DNA eines Wirts verantwortlich ist.